# John e Solfamì
John e Solfamì (Johan et Pirlouit, [ʒoˈan e piʁˈlwi]) è una serie a fumetti belga creata da Peyo. Pubblicata a puntate sulla rivista Le Journal de Spirou dall'11 settembre 1952, la serie è stata poi raccolta in album dall'editore Dupuis dal 1954. Dopo la morte dell'autore la serie venne continuata dal 1994 scritta da Yvan Delporte e disegnata da Alain Maury, ed edita dalla Le Lombard.
La serie è di ambientazione medievale ed è incentrata sulle avventure del cavaliere John e del suo scudiero Solfami, a cavallo della sua capra, armato solo del suo mandolino a tre corde e temuto per essere stonato come una campana. All'interno della storia La flûte à six trous, (1958-1959), esordirono i Puffi, il cui successo li fece prima divenire comprimari fissi e poi ottenere una propria serie dal 25 luglio 1959. Da questo racconto venne tratta una trasposizione cinematografica nel 1976, Il flauto a sei Puffi. I due personaggi compaiono in 18 episodi all'interno della seconda e della terza stagione della serie animata dedicata ai Puffi.

## Storia editoriale
La serie a fumetti inizialmente si chiamava semplicemente Johan in quanto Solfamì venne introdotto solo successivamente. Peyo creò il personaggio di Johan con brevi storie a strisce per il quotidiano La Dernière Heure nel 1946, per poi passare al quotidiano Le Soir nel 1951. La figura del ragazzo, denominato "piccolo paggio", pian piano cambiò nei lineamenti ed i lunghi capelli biondi, lasciarono il posto ad un caschetto. Col passaggio all'editore Dupuis nel 1952, Peyo disegnò la prima avventura lunga di 44 tavole in cui i capelli di Johan divennero scuri.
La storia, dapprima suddivisa in puntate sul settimanale Le Journal de Spirou, venne in seguito ripubblicata per intero in albo cartonato nel 1954; nello stesso anno, con la terza grande avventura, Johan non apparve più come paggio, ma come scudiero del re; gli venne affiancato Pirlouit, aggiunta niente affatto secondaria, tanto che il fumetto fu ribattezzato Johan et Pirlouit. Bisognerà aspettare altri quattro anni affinché i due eroi incontrino i Puffi.

### Edizione italiana
I personaggi di Johan et Pirlouit vennero editi per la prima volta in Italia con i nomi tradotti rispettivamente, come Roland e Tipitì, sul quindicinale Tipitì edito dalla Dardo; i Puffi vennero pubblicati con il nome di Strunfi.
Alla conclusione di Tipitì, la serie venne ripresa dal Corriere dei Piccoli e il nome Strunfi venne modificato in Puffi, mentre Roland e Tipitì divennero Rolando e Pirulì; oltre che sul Corrierino venne edito nella serie mensile Albi Sprint. In seguito al doppiaggio del film Il flauto a sei Puffi e con l'avvento dei cartoni animati vennero rinominati John e Solfami.
Nel 2014 la serie venne ristampata nella collana John e Solfamì L'integrale (il nome di Solfamì appare per la prima volta con l'accento) dalla casa editrice RW Edizioni che si occupa anche di tutte le altre opere di Peyo; presentano anche una introduzione sulla carriera di Peyo e sulla genesi dei personaggi con foto, tavole originali e strisce a fumetti che precedono l'uscita degli albi con avventure lunghe. Nel 2017 La Gazzetta dello Sport, in collaborazione con RW Edizioni, pubblica una collana di 40 volumi con tutte le storie dei Puffi di Peyo, assieme alle storie in cui sono presenti John e Solfamì, inserite tra gli albi della serie classica.

## Elenco storie e volumi
| N°                                   | Titolo | Prima pubblicazione a puntate             | Edizione in albo | Pubblicazioni italiane | Testi                            | Disegni     |
| ------------------------------------ | --- | ----------------------------------------- | ---------------- | --- | -------------------------------- | ----------- |
| 1                                    | Le châtiment de Basenhau | Le Journal de Spirou, n. 752-794, 1952-53 | Dupuis, 1954     | John e Solfamì L'Integrale 01, RW Edizioni, 2014 | Peyo                             | Peyo        |
| 1                                    | Trama: Durante un torneo al castello del re, il signore di Basenhau sega la lancia del conte di Treville per farlo perdere, ma John lo scopre, Basenhau viene espulso dal regno e medita vendetta. |                                           |                  | |                                  |             |
| 2                                    | Le maître de Roucybeuf | Le Journal de Spirou, n. 804-831, 1953-54 | Dupuis, 1954     | John e Solfamì L'Integrale 01, RW Edizioni, 2014 | Peyo                             | Peyo        |
| 2                                    | Trama: Il cavaliere Hugues sta tornando a casa dopo tre anni di assenza, ma fermandosi in una locanda, scopre che suo padre è scomparso. Un uomo misterioso lo ha rapito e durante la notte invia due banditi mascherati per uccidere Hugues. John lo salva e, con l'aiuto della strega Rachel, lo aiuta a scoprire il traditore tra i tre sospettati della sua famiglia: il fratello Bertrand, il cugino Thibaud e lo zio Amaury. |                                           |                  | |                                  |             |
| 3                                    | Le lutin des bois aux roches | Le Journal de Spirou, n. 845-858, 1954    | Dupuis, 1955     | - Albi Sprint anno 2 numero 1, 1971 col titolo La principessa rapita - John e Solfamì L'Integrale 01, RW Edizioni, 2014 | Peyo                             | Peyo        |
| 3                                    | Trama: John viene a sapere da un boscaiolo, che un folletto di nome Solfami, terrorizza la gente del posto e ruba il loro cibo. Poco dopo al castello, il re informa John dell'arrivo della principessa Anne, sua nipote. È necessario trovare subito il folletto, ma quando John incontra Solfami, che è solo un piccolo ladro affamato, chiarito l'equivoco, diventa suo amico. John decide di chiedere al re di farne il suo buffone, ma non fa in tempo a tornare al castello, che si è sparsa la voce del rapimento della principessa ad opera del folletto. Dopo i primi dubbi, John capisce che Solfami è innocente e con lui cerca i veri colpevoli. |                                           |                  | |                                  |             |
| 4                                    | La pierre de lune | Le Journal de Spirou, 1955                | Dupuis, 1956     | - Tipitì 9-12, 1962 col titolo La pietra di luna - John e Solfamì L'Integrale 02, RW Edizioni, 2015 | Peyo                             | Peyo        |
| 4                                    | Trama: John e Solfami devono impedire che una pietra dai misteriosi poteri magici cada in mani sbagliate, restituendola al suo legittimo proprietario: il mago Omnibus. |                                           |                  | |                                  |             |
| 5                                    | Le serment des vikings | Le Journal de Spirou, 1953-54             | Dupuis, 1957     | - Tipitì 13-16, 1963 col titolo Il principe vichingo - John e Solfamì L'Integrale 02, RW Edizioni, 2015 col titolo Il giuramento dei Vichinghi | Peyo                             | Peyo        |
| 5                                    | Trama: John e Solfami cercano di salvare un bambino rapito dai vichinghi, ma le cose non sono quelle che sembrano. |                                           |                  | |                                  |             |
| 6                                    | La source des dieux | Le Journal de Spirou, 1956                | Dupuis, 1958     | - Tipitì 5-8, 1962 col titolo La fonte miracolosa - John e Solfamì L'Integrale 02, RW Edizioni, 2015 col titolo La fonte degli dei | Peyo                             | Peyo        |
| 6                                    | Trama: John e Solfami cercano la fonte degli dei, la cui acqua miracolosa è in grado di restituire il vigore agli abitanti di un villaggio colpiti da un sortilegio. |                                           |                  | |                                  |             |
| 7                                    | La flèche noire | Le Journal de Spirou, 1957                | Dupuis, 1959     | - Tipitì 1-4, 1962 col titolo La banda della freccia | Peyo                             | Peyo        |
| 8                                    | Le sire de Montrésor | Le Journal de Spirou, 1957-58             | Dupuis, 1960     | - Tipitì 17-20, 1963 col titolo Il Sire di Montresor - Albi Sprint anno 2 numero 9, 1971 col titolo Rolando e Pirulì contro l'usurpatore | Peyo                             | Peyo        |
| 8                                    | Trama: John e Solfami sventano le trame di Courtecorne, tutore del principino di Montresor, di cui intende prendere il posto. Solfami viene scambiato per il principino ed è incoronato a furor di popolo, ma Courtecorne trama vendetta... |                                           |                  | |                                  |             |
| 9                                    | La flûte à six schtroumpfs | Le Journal de Spirou, 1958-59             | Dupuis, 1960     | - Tipitì 21-27, 1963 col titolo Il flauto a sei strunfi - Corriere dei Piccoli 24/33, 1969 col titolo Il flauto a sei puffi - I Puffi n. 2, ed.Planeta De Agostini, 2007 col titolo John e Solfami Il flauto a sei puffi - I Puffi n. 3, ed. La Gazzetta dello Sport/RW, 2017 col titolo Il flauto a sei puffi | Peyo                             | Peyo        |
| 9                                    | Trama: John e Solfami devono contrastare il perfido Matteo Manolesta venuto in possesso di un flauto a sei fori che per magia fa ballare tutti fino a farli cadere a terra stremati. Il mago Omnibus li invia dai costruttori del flauto, piccoli folletti blu chiamati Puffi... |                                           |                  | |                                  |             |
| 10                                   | La guerre des sept fontaines | Le Journal de Spirou, 1959-60             | Dupuis, 1961     | - Tipitì 28-36, 1963 col titolo La guerra delle sette sorgenti - Corriere dei Piccoli 33/45, 1971 col titolo Il fantasma delle sette sorgenti - John e Solfamì L'Integrale 04, RW Edizioni, 2015 - I Puffi n. 8, ed. La Gazzetta dello Sport/RW, 2017 col titolo La guerra delle sette sorgenti                | Peyo                             | Peyo        |
| 10                                   | Trama: John e Solfami aiutano il fantasma di Aldebert de Baufort a liberarsi dalla maledizione che lo costringe a vagare nel suo castello per l'eternità e che ha prosciugato le sette sorgenti del suo regno, grazie anche alla strega Rachel e ai Puffi. |                                           |                  | |                                  |             |
| 11                                   | L'anneau des Castellac | Le Journal de Spirou, 1960-61             | Dupuis, 1962     | - John e Solfamì L'Integrale 04, RW Edizioni, 2015 | Peyo                             | Peyo        |
| 11                                   | Trama: John e Solfami aiutano il duca di Castellac, appena rientrato nel suo regno dopo anni di prigionia. Ben presto capiranno che i pericoli per il duca non sono finiti e scopriranno chi si cela dietro il suo rapimento. |                                           |                  | |                                  |             |
| 12                                   | Le pays maudit | Le Journal de Spirou, 1961                | Dupuis, 1964     | - Corriere dei Piccoli 34/48, 1969 col titolo I Puffi alla riscossa - John e Solfamì L'Integrale 04, RW Edizioni, 2015 - I Puffi n. 5, ed. La Gazzetta dello Sport/RW, 2017 col titolo Il paese maledetto | Peyo                             | Peyo        |
| 12                                   | Trama: John, Solfami e il re vanno in soccorso del Grande Puffo, tenuto prigioniero dal perfido Monulf e dal suo drago Fafnir. |                                           |                  | |                                  |             |
| 13                                   | Le sortilège de Maltrochu | Le Journal de Spirou, 1967-70             | Dupuis, 1972     | - Corriere dei Piccoli 18/31, 1970 col titolo Il cane parlante - John e Solfamì L'Integrale 04, RW Edizioni, 2015 - I Puffi n. 10, ed. La Gazzetta dello Sport/RW, 2017 col titolo Il sortilegio di Maltrochu                                                                                                  | Peyo                             | Peyo        |
| 13                                   | Trama: John e Solfami aiutano il cavalier Thierry de Plennevaux a riprendere le sue sembianze umane, dopo essere stato trasformato in cane dal barone di Maltrochu che vuole sposare al suo posto la bella Geneviève. Si rivolgono al mago Omnibus che, nella ricerca di un antidoto, usa Solfami come cavia trasformandolo a sua volta in cane. Dopo vari inutili tentativi non resta che chiedere aiuto al Grande Puffo. |                                           |                  | |                                  |             |
| Storie successive alla morte di Peyo | |                                           |                  | |                                  |             |
| 14                                   | La horde du corbeau |                                           | Le Lombard, 1994 | I Puffi n. 21, ed. La Gazzetta dello Sport/RW, 2017 col titolo L'orda del corvo | Yvan Delporte, Thierry Culliford | Alain Maury |
| 14                                   | Trama: Solfami abbandona il castello incompreso per la sua musica. Arrivato dall'amico barone Joel di Fafluth, scopre un complotto ai suoi danni e viene fatto prigioniero. Nel frattempo John è incaricato dal re di formare un esercito per andare in soccorso del cugino, principe Wladyslaw di Mazovia-Podlachia, le cui terre sono state invase dai barbari che ben presto arriveranno dal mago Omnibus e lo faranno prigioniero sotto lo sguardo impotente dei Puffi. Le loro strade si ricongiungeranno alla fine durante l'assedio al castello del re.                                                                                               |                                           |                  | |                                  |             |
| 15                                   | Les troubadours de Roc-à-Pic |                                           | Le Lombard, 1995 | inedito | Yvan Delporte, Thierry Culliford | Alain Maury |
| 16                                   | La nuit des sorciers |                                           | Le Lombard, 1998 | I Puffi n. 27, ed. La Gazzetta dello Sport/RW, 2017 col titolo La notte degli stregoni | Yvan Delporte, Thierry Culliford | Alain Maury |
| 16                                   | Trama: John e Solfami aiutano la strega Myriam e sua figlia Amandine a raggiungere il Monte Calvo, dove ogni anno si svolge una cerimonia con maghi e streghe nella quale la ragazza sarebbe diventata una di loro. Il perfido Ubiquitas cercherà di impedirglielo, rubando loro parte di un potente amuleto, di cui lui e il mago Omnibus possiedono gli altri due terzi. Unendo le tre parti del cosiddetto "Cerchio del potere" vorrebbe diventare lo stregone più potente del mondo, ma per fortuna il Grande Puffo arriverà in soccorso dei suoi amici.                                                                                                 |                                           |                  | |                                  |             |
| 17                                   | La rose des sables |                                           | Le Lombard, 2001 | inedito | Luc Parthoens                    | Alain Maury |

All'elenco vanno aggiunte le storie brevi pubblicate su riviste:
| Titolo                                        | Prima pubblicazione                | Lunghezza | Pubblicazioni italiane                                                                            | Testi | Disegni |
| --------------------------------------------- | ---------------------------------- | --------- | ------------------------------------------------------------------------------------------------- | ----- | ------- |
| Le dragon vert                                | Risque-Tout n. 2, 1955             | 4 tavole  | inedito                                                                                           | Peyo  | Peyo    |
| Enguerran, le preux                           | Risque-Tout n. 9, 1956             | 4 tavole  | Albi Sprint anno 1 numero 3, 1970 col titolo Le avventure di Rolando e Pirulì gli amici dei Puffi | Peyo  | Peyo    |
| Sortilèges au chateau                         | Risque-Tout n. 22, 1956            | 4 tavole  | Albi Sprint anno 1 numero 3, 1970 col titolo Le avventure di Rolando e Pirulì gli amici dei Puffi | Peyo  | Peyo    |
| A l'auberge du pendu                          | Risque-Tout n. 25, 1956            | 4 tavole  | Albi Sprint anno 1 numero 3, 1970 col titolo Le avventure di Rolando e Pirulì gli amici dei Puffi | Peyo  | Peyo    |
| Veillée de Noël                               | Le Journal de Spirou n. 975, 1956  | 2 tavole  | inedito                                                                                           | Peyo  | Peyo    |
| Les mille ecus                                | Le Journal de Spirou n. 1000, 1957 | 2 tavole  | Albi Sprint anno 1 numero 3, 1970 col titolo Le avventure di Rolando e Pirulì gli amici dei Puffi | Peyo  | Peyo    |
| Les anges                                     | Le Journal de Spirou n. 1027, 1957 | 2 tavole  | inedito                                                                                           | Peyo  | Peyo    |
| Qu'est ce qu'il dit mais qu'est ce qu'il dit? | Le Journal de Spirou n. 1354, 1964 | 4 tavole  | inedito                                                                                           | Peyo  | Peyo    |
| L'étoile de Noël                              | Le Journal de Spirou n. 2071, 1977 | 3 tavole  | inedito                                                                                           | Peyo  | Peyo    |

John e Solfami fanno inoltre una breve apparizione nell'albo speciale per la celebrazione del 50º anniversario dei Puffi Les Schtroumpfeurs de flûte (tavole n.25-27), prequel de "Il flauto a sei puffi".
Infine, ad opera di André Juillard e Didier Convard, nel 1999 è uscito un album illustrato intitolato Johan et Pirlouit - Le Bois aux Licornes, in cui con una grafica completamente diversa da quella di Peyo, alternata a pagine di solo testo, i due personaggi appaiono invecchiati e più realistici. Johan ha i capelli bianchi e si occupa della corretta gestione del regno dopo la morte del re, mentre Solfami continua a provare strumenti musicali continuando a stonare. Sarà un pellegrino a catapultarli in un ultimo viaggio alla ricerca di un unicorno che potrebbe donare a Solfami l'armonia assoluta.

## Altri media

### Cinema

#### Lungometraggi di animazione
- Il flauto a sei Puffi (1976): soggetto e regia di Peyo; tratta dalla storia a fumetti La flûte à six schtroumpfs del 1960; in Italia il film è stato trasmesso più volte da Italia 1 nel periodo natalizio. Dopo il successo della serie animata è stato ridoppiato nel 1983 dal Gruppo Trenta con le nuove voci dei personaggi.

### Televisione

#### Serie televisiva a cartoni animati
I Puffi (1981-1989): i personaggi compaiono all'interno della seconda e della terza stagione della serie prodotta dal 1981 dalla Hanna-Barbera e costituite da 18 episodi di 24 minuti ciascuno preceduti da un'immagine dei due protagonisti sovrastata dal testo "Johan & Peewit in:" e affiancata dal titolo dell'episodio. Nelle stagioni successive Solfami appare sporadicamente e da solo. Il doppiaggio in Italia è a cura del Gruppo Trenta: la voce di John, originalmente di Michael Bell, è di Mauro Gravina; quella di Solfami, originalmente di Frank Welker, è di Marco Guadagno. La prima sigla italiana del 1983, intitolata John e Solfami, è di Henri Seroka, Jacques Zegers e Alessandra Valeri Manera ed è cantata da Cristina D'Avena; mentre la seconda del 1984 dal titolo Due giovani eroi, John e Solfami è interpretata dal Coro e orchestra di Augusto Martelli. Nelle sigle non appare mai il titolo "John e Solfami", ma sempre e comunque "I Puffi", nonostante gli episodi siano stati reclamizzati come serie a sé stante e siano accreditati col nome dei due personaggi. Inoltre il nome di John è tale solo nelle canzoni, anche se nei titoli di coda della prima serie viene riportato erroneamente: "La sigla Johan e Solfami". Anche il doppiaggio italiano degli episodi e il cartello con i nomi dei personaggi accanto a quello dei doppiatori ripropongono fedelmente l'originale "Johan". In ogni caso nella memoria collettiva e, di recente, nelle riedizioni a fumetti, nonché sui siti specializzati e sui libri il giovane cavaliere viene sempre indicato come John.
La maggior parte delle storie si ispira ai fumetti originali di Peyo con alcune differenze: il primo incontro tra i due e i Puffi non avviene in Flauto a sei Puffi ma in un'altra; inoltre i Puffi sono presenti in tutte le puntate, contrariamente ai fumetti in cui appaiono sporadicamente; infine viene creato per l'occasione il personaggio della principessa Savina, nipote del re insofferente all'educazione di corte e abile arciera. Gli episodi sono stati trasmessi come serie separata in Francia, mentre in altri paesi, tra cui gli Stati Uniti, sono stati semplicemente inseriti nella serie principale preceduti da un'immagine dei due protagonisti sovrastata dal testo "Johan & Peewit in:" ed affiancata dal titolo dell'episodio.

##### Elenco degli episodi
Stagione 2:
- 01. Il Puffo che puffò fiamme puffanti
- 02. Il fiore stregato
- 03. L'incantesimo di Maltrocchio
- 04. Il folletto della foresta pietrificata
- 05. L'esercito di Johan
- 06. La fontana magica
- 07. Il re impostore
- 08. Il mago Corvo
- 09. Il castello del fantasma
- 10. L'anello di Castellac
- 11. Il ritorno del Puffo Meccanico
- 12. Solfami e il principe di Vallechiara
- 13. Il bambino fatato

Stagione 3:
- 14. Solfami diventa lupo
- 15. L'aquilone del Puffo Inventore
- 16. Il mostro della palude
- 17. Solfami incontra Mangiatutto
- 18. Il burbero folletto

Solfami continua ad apparire sporadicamente nelle serie successive nei seguenti episodi:
Stagione 4:
- I Puffi di pietra
- I Puffi acchiappafantasmi

Stagione 5:
- La leggenda del grande guerriero (con cameo del re)

Stagione 7:
- Lenticchia al castello del buon re (con apparizione di Johan e del re)

### Personaggi principali
- Johan - Voce italiana: Mauro Gravina
- Solfami - Voce italiana: Marco Guadagno
- Re - Voce italiana: Mario Bardella
- Puffi - Voci italiane: varie
- Mago Omnibus - Voce italiana: Carlo Reali
- Madame Barbara - Voce italiana: Franca Dominici
- Principessa Savina (personaggio mai apparso nei fumetti)